# Championnat du monde féminin de volley-ball des moins de 18 ans 1989
Navigation
Lisbonne 1991
Le 1er championnat du monde de volley-ball féminin des moins de 18 ans a eu lieu à Curitiba (Brésil) en 1989.

## Palmarès
| Classement         | Pays             |
| ------------------ | ---------------- |
| Médaille d'or      | Union soviétique |
| Médaille d'argent  | Brésil           |
| Médaille de bronze | Japon            |
| 4e                 | Corée du Sud     |
| 5e                 | Bulgarie         |
| 6e                 | Cuba             |
| 7e                 | Pérou            |
| 8e                 | États-Unis       |
| 9e                 | Argentine        |
| 10e                | Uruguay          |
| 11e                | Canada           |
| 12e                | Nouvelle-Zélande |